# Prefettura di Vientiane
La prefettura di Vientiane (in lao ນະຄອນຫຼວງວຽງຈັນ, Nakhonluang ViengChan) è una suddivisione del Laos il cui livello amministrativo è equiparato a quello delle province. Il capoluogo è Vientiane, che è anche la capitale del paese. È stata creata nel 1989, quando le fu assegnata una parte del territorio della provincia di Vientiane.
Nel 2004, contava su una popolazione di 692 900 abitanti distribuiti su una superficie di 3920 km², per una densità di 176,76 ab./km².

## Geografia antropica

### Suddivisioni amministrative
La prefettura di Vientiane è suddivisa nei seguenti 9 distretti (in lao: ເມືອງ, trasl.: Mueang):
| Codice | Nome traslitterato del distretto | Nome lao      |
| ------ | -------------------------------- | ------------- |
| 01-01  | Mueang Chanthabuly               | ເມືອງຈັນທະບູລີ    |
| 01-02  | Mueang Sikhottabong              | ເມືອງສີໂຄດຕະບອງ |
| 01-03  | Mueang Xaysetha                  | ເມືອງໄຊເສດຖາ   |
| 01-04  | Mueang Sisattanak                | ເມືອງສີສັດຕະນາກ  |
| 01-05  | Mueang Naxaithong                | ເມືອງນາຊາຍທອງ  |
| 01-06  | Mueang Xaythany                  | ເມືອງໄຊທານີ     |
| 01-07  | Mueang Hadxayfong                | ເມືອງຫາດຊາຍຟອງ |
| 01-08  | Mueang Sangthong                 | ເມືອງສັງທອງ     |
| 01-09  | Mueang Mayparkngum               | ເມືອງໃໝ່ປາກງື່ມ   |

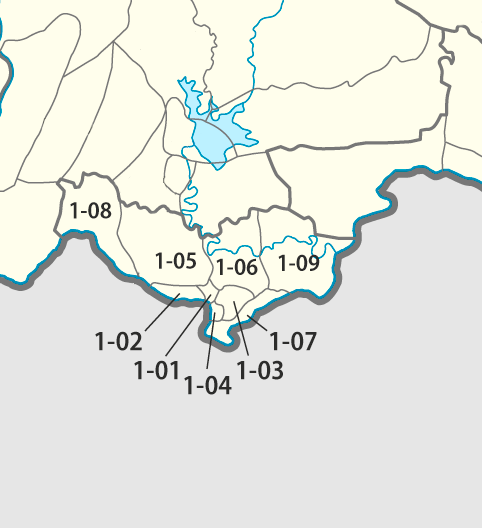
Mappa dei distretti

I distretti in neretto fanno parte della municipalità di Vientiane.